# Ус Іван Спиридонович
Іван Спиридонович Ус (1911, село Олександрівка, тепер Білозерського району Херсонської області — 1991, місто Миколаїв Миколаївської області) — український радянський діяч, бригадир судноскладальників Чорноморського суднобудівного заводу Миколаївської області. Депутат Верховної Ради СРСР 5—6-го скликань. Член ВЦРПС у 1954—1963 роках.

## Біографія
Народився в селянській родині. Освіта початкова.
У 1928—1930 роках — учень слюсаря промислової артілі.
У 1930—1941 роках — судноскладальник Миколаївського суднобудівного заводу імені Андре Марті.
Під час німецько-радянської війни перебував у евакуації, працював судноскладальником суднобудівного заводу «Червоне Сормово» в місті Горькому (РРФСР). У 1946 році повернувся до міста Миколаєва.
Член ВКП(б) з 1944 року.
З 1946 року — бригадир судноскладальників корпусоскладального цеху Миколаївського суднобудівного заводу імені Носенка (Чорноморського суднобудівного заводу) Миколаївської області. Ударник комуністичної праці, раціоналізатор, новатор виробництва.
Потім — на пенсії в місті Миколаєві.

## Нагороди
- орден Леніна (6.12.1957)
- медаль «За трудову доблесть»
- медалі
- Почесний громадянин міста Миколаєва